# Loksa
Cet article concerne la ville d'Estonie. Pour la localité norvégienne, voir Løksa.
Loksa est une ville et une municipalité du nord de l'Estonie, située dans le Harjumaa, près de Tallinn. Sa population est de 2964 habitants(01.01.2012)  et est en majorité russophone.

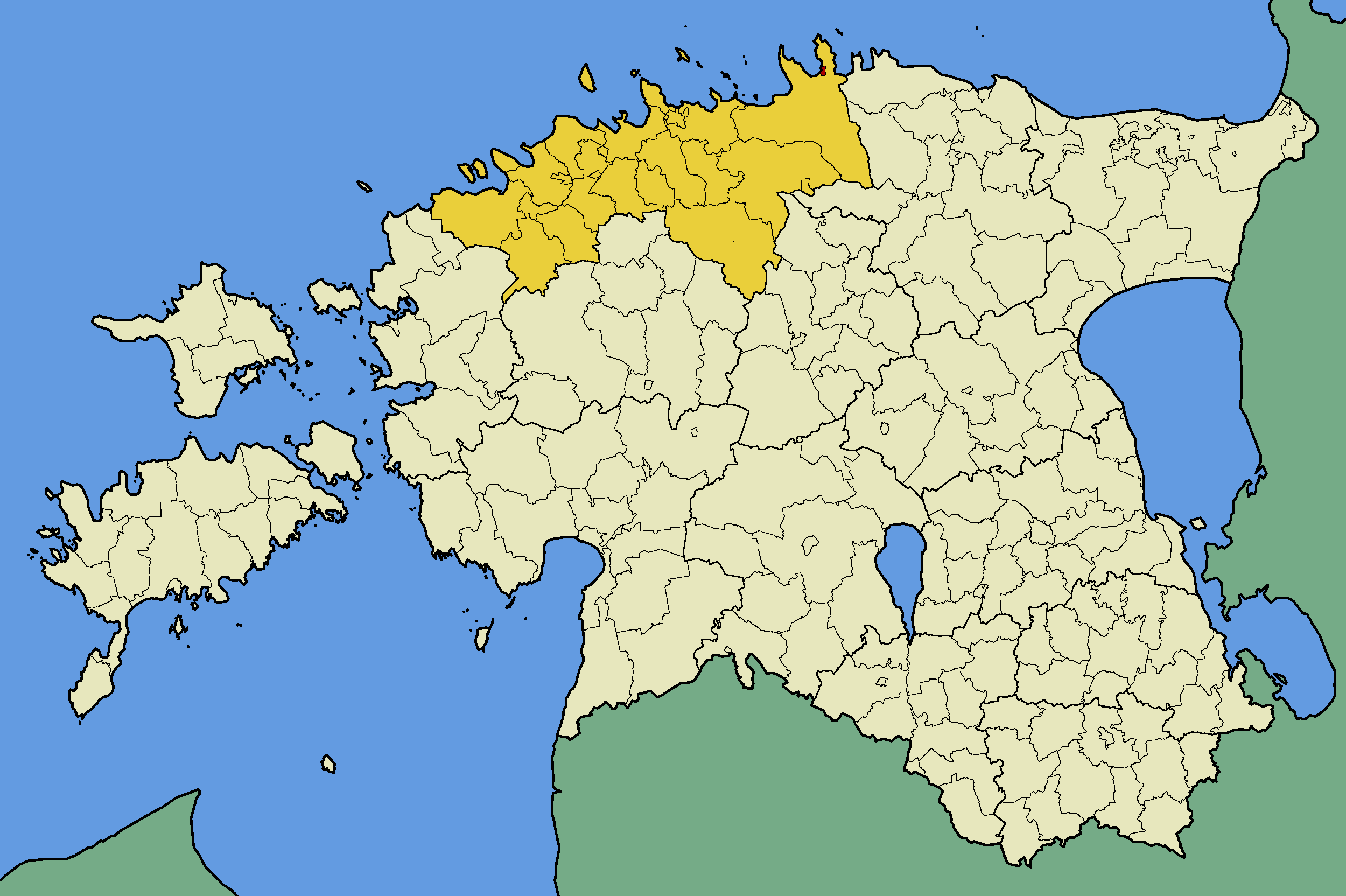
Commune de Loksa (rouge), dans le Harjumaa (jaune).

## Géographie
Ville la plus septentrionale d'Estonie, Loksa se trouve sur les côtes de la mer Baltique dans la péninsule de Pärispea à 60 km à l'est de Tallinn.
Sa superficie est de 3,82 km2.
Elle est traversée par le Valgejõgi qui se jette dans la baie de Hara.
Loksa borde le parc national de Lahemaa.

## Démographie
| 1989  | 2000  | 2011  | 2021  |
| ----- | ----- | ----- | ----- |
| 4 315 | 3 494 | 2 759 | 2 615 |

| 2024  | - | - | - |
| ----- | - | - | - |
| 2 536 | - | - | - |

## Histoire
C'est au XVIIe siècle qu'un village de pêcheurs s'installe sur la rive droite du fleuve sous le nom de Kotka. Il n'y avait plus que quatre foyers après la Grande Guerre du Nord. Son destin change vers 1870, lorsque le seigneur du domaine voisin de Kolga, le comte von Stenbock, y fonde une briqueterie. Des fabriques s'y installent les années suivantes pour la réparation de bateaux et la construction de matériels nautiques, ainsi qu'une scierie en 1907. Les briques sont transportées par mer vers Reval, Helsingfors ou Saint-Pétersbourg. L'époque de la république socialiste soviétique d'Estonie fait venir de nombreux ouvriers d'URSS, alors que la région s'industrialise. L'usine de briques ferme en 1981, mais le chantier naval perdure jusqu'en 1991.
Loksa obtient son statut de ville en 1993, après l'indépendance de l'Estonie. Elle est aujourd'hui touchée par le chômage. Les Estoniens de souche ne représentent qu'un tiers de la population locale. Le premier groupe ethnique est constitué par les Russes (57 %), les autres sont constitués des groupes ethniques de l'ancienne URSS.
Lors de la réforme administrative-territoriale de 2017, la ville n'a pas fusionné avec les municipalités voisines, bien que sa population soit bien inférieure au seuil établi de 5 000 personnes.

## Galerie

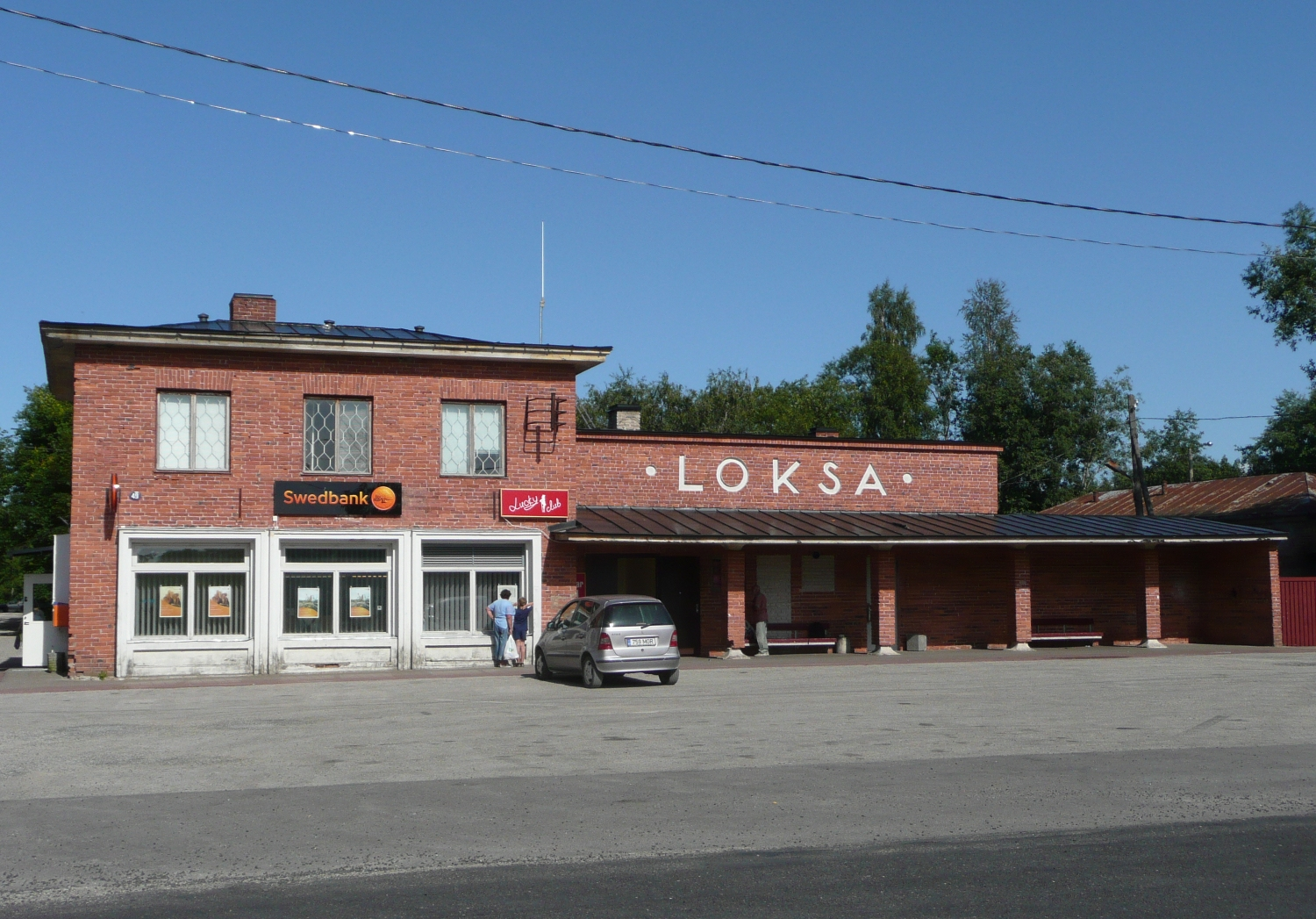
Gare routière.
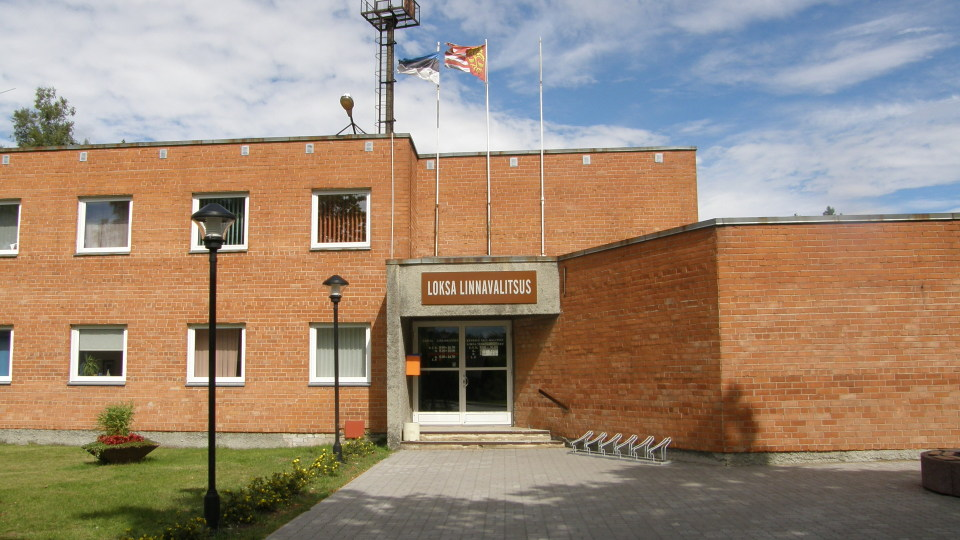
Mairie.
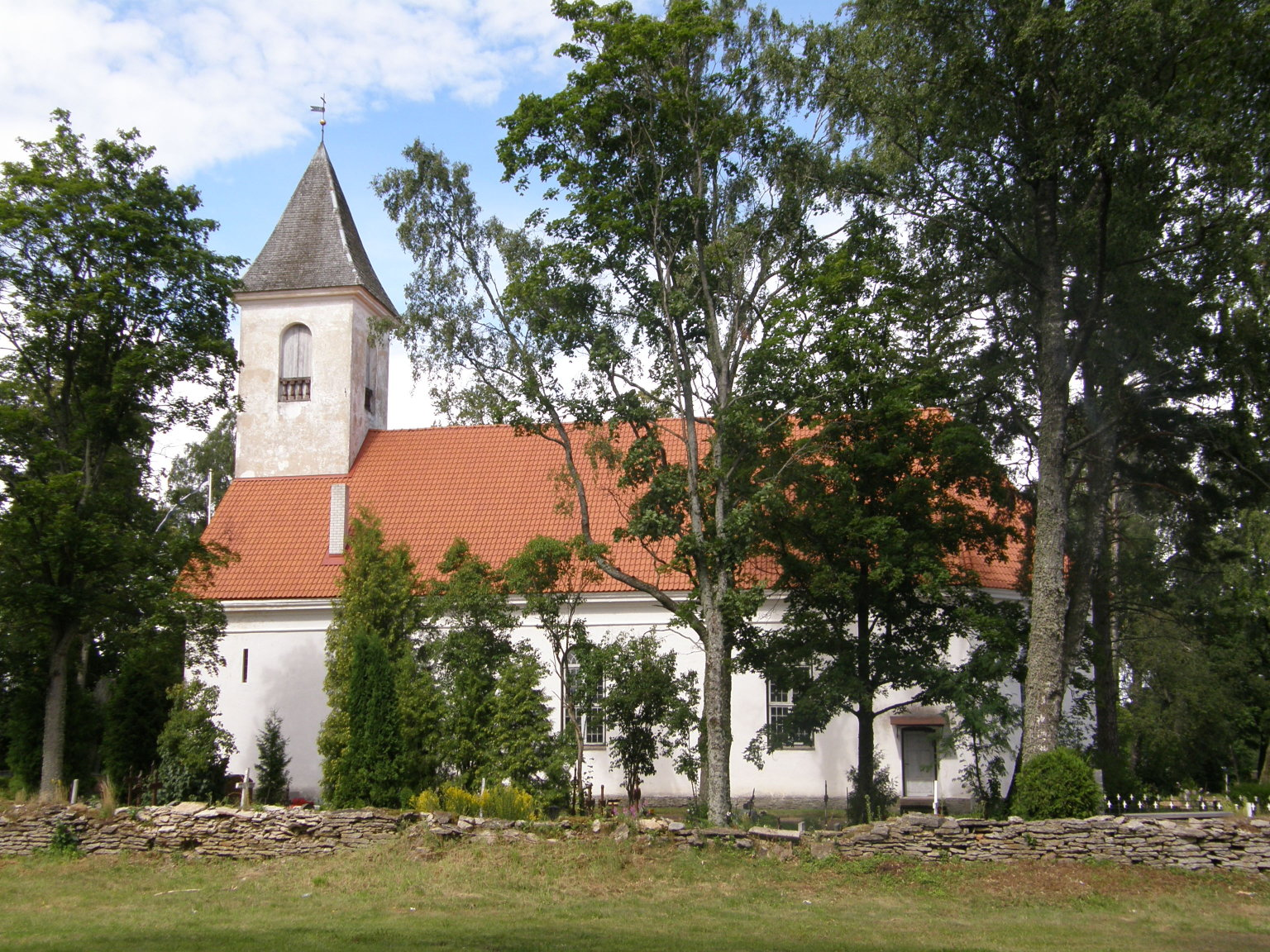
L'église de la Vierge Marie.